# Attrezzista
Attrezzista è, in teatro e nel cinema, colui che si occupa di modificare, collocare sulla scena e conservare in magazzino gli arredi, gli oggetti ed eventuali altri materiali utilizzati in scena durante spettacoli teatrali, cinematografici e televisivi.
Si occupa anche di realizzare o modificare oggetti già esistenti seguendo le indicazioni dell'arredatore o dello scenografo, e di creare piccoli effetti speciali (fuoco, fumo, ecc.) che non richiedano una competenza troppo specifica.
L'attrezzista è presente in molti settori dello spettacolo: può infatti operare nell'ambito di produzioni cinematografiche, televisive, teatrali e operistiche o nella realizzazione di progetti pubblicitari.

## Storia
La funzione di attrezzista era storicamente assegnata a un artigiano realizzatore di oggetti: ogni teatro stabile realizzava in proprio tali arredi ed oggetti. C'era, ad esempio, chi era specializzato in tappezzeria, falegnameria o gioielleria finta di scena.
Oggi molti oggetti sono reperibili a noleggio presso ditte specializzate in attrezzeria, soprattutto quelli riferiti a particolari periodi storici. La selezione e la scelta di questi oggetti è però di competenza dell'arredatore di scena (figura professionale spesso confusa con quella dell'attrezzista), il quale spesso si serve di un attrezzista per realizzare particolari oggetti di scena (ad esempio, negli spot pubblicitari, confezioni di prodotto che si aprono senza rompersi o che "esplodono" all'apertura, ecc.).